# (26917) Pianoro
(26917) Pianoro (1996 RF4) – planetoida z pasa głównego asteroid okrążająca Słońce w ciągu 5,29 lat w średniej odległości 3,03 j.a. Odkryta 15 września 1996 roku.